# Tarentola ephippiata
Tarentola ephippiata ist eine afrikanische Geckoart.

## Beschreibung
Tarentola ephippiata hat eine helle Grundfärbung mit sattelartigen, braunen Querbinden. Ein für diese Art typisches Merkmal der Kopfform ist die aufgetrieben wirkende Backenregion. Normalerweise sind 16 Tuberkellängsreihen vorhanden, es können manchmal aber auch ein bis zwei mehr oder weniger sein. Die Schuppen sind rund, groß bis sehr groß und glatt oder weisen einen einfachen Kiel auf. Die Bauchschuppen sind nur geringfügig kleiner als die Rückenschuppen. Zwischen beiden ist die Grenze unscharf. Vom Mentale bis zum Bereich der Ohröffnungen sind 28 bis 37 Gularschuppen vorhanden. Zwischen den Gularschuppen und dem Mentale befinden sich immer ein bis drei vergrößerte Zwischenschuppen. Auf der Unterseite der ersten Zehe befinden sich insgesamt 13–18 verbreiterte Schuppen und Lamellen, auf der Unterseite der fünften Zehe bis zur Zehenbasis 16 bis 25 Schuppen. Die Öffnungen der Ohren sind hochoval und ohne Dentikel.

## Vorkommen
Die Art kommt in der Sahara, der Sahelzone, in Senegal und Guinea-Bissau, in der Elfenbeinküste, im Norden von Nigeria und Kamerun und in der am Roten Meer gelegenen sudanesischen Provinz al-Bahr al-ahmar vor.

## Systematik
Tarentola ephippiata wurde 1875 von O’Shaugnessy erstbeschrieben. Es werden derzeit 4 Unterarten unterschieden:
- Tarentola ephippiata hoggarensis Werner 1937.
- Tarentola ephippiata nikolausi Joger 1984
- Tarentola ephippiata senegambiae Joger 1984
- Tarentola ephippiata ephippiata O’Shaugnessy 1875